# Phyllanthus albolapidosi
Phyllanthus albolapidosi är en emblikaväxtart som beskrevs av Jacques Désiré Leandri. Phyllanthus albolapidosi ingår i släktet Phyllanthus och familjen emblikaväxter. Inga underarter finns listade i Catalogue of Life.